# 查塔胡奇希爾斯 (喬治亞州)
查塔胡奇希爾斯（英語：Chattahoochee Hills）是一個位於美國喬治亞州富爾頓縣的城市。

## 地理
查塔胡奇希爾斯的座標為33°33′10″N 84°45′38″W / 33.55278°N 84.76056°W，而該地的平均海拔高度為251米（即823英尺）。

## 人口
根據2010年美國人口普查的數據，查塔胡奇希爾斯的面積為132.20平方千米，當中陸地面積為130.00平方千米，而水域面積為2.20平方千米。當地共有人口2378人，而人口密度為每平方千米17.99人。